# Ӑ (кириллица)
Ӑ, ӑ (А с краткой) — буква расширенной кириллицы. Используется в чувашском языке, где является 2-й буквой алфавита, в МФА /ɤ̆/, /ə/, /ɒ/.
Введена И. Я. Яковлевым в 1873 году.

Разница между кириллическим (сверху) и латинским (внизу) бреве в шрифте ПТ Сериф

В некоторых словарях ненецкого языка используется А͏̆ а͏̆ (а с бреве, имеющим форму, как в латинице), обозначающая краткий гласный [ɑ̆].